# Luxemburgo nos Jogos Olímpicos de Verão de 1952
Luxemburgo participou dos Jogos Olímpicos de Verão de 1952 na cidade de Helsinque, na Finlândia.

## Medalistas

### Ouro
- Josy Barthel - Atletismo, 1.500m masculino.